# The Pilgrim’s Progress

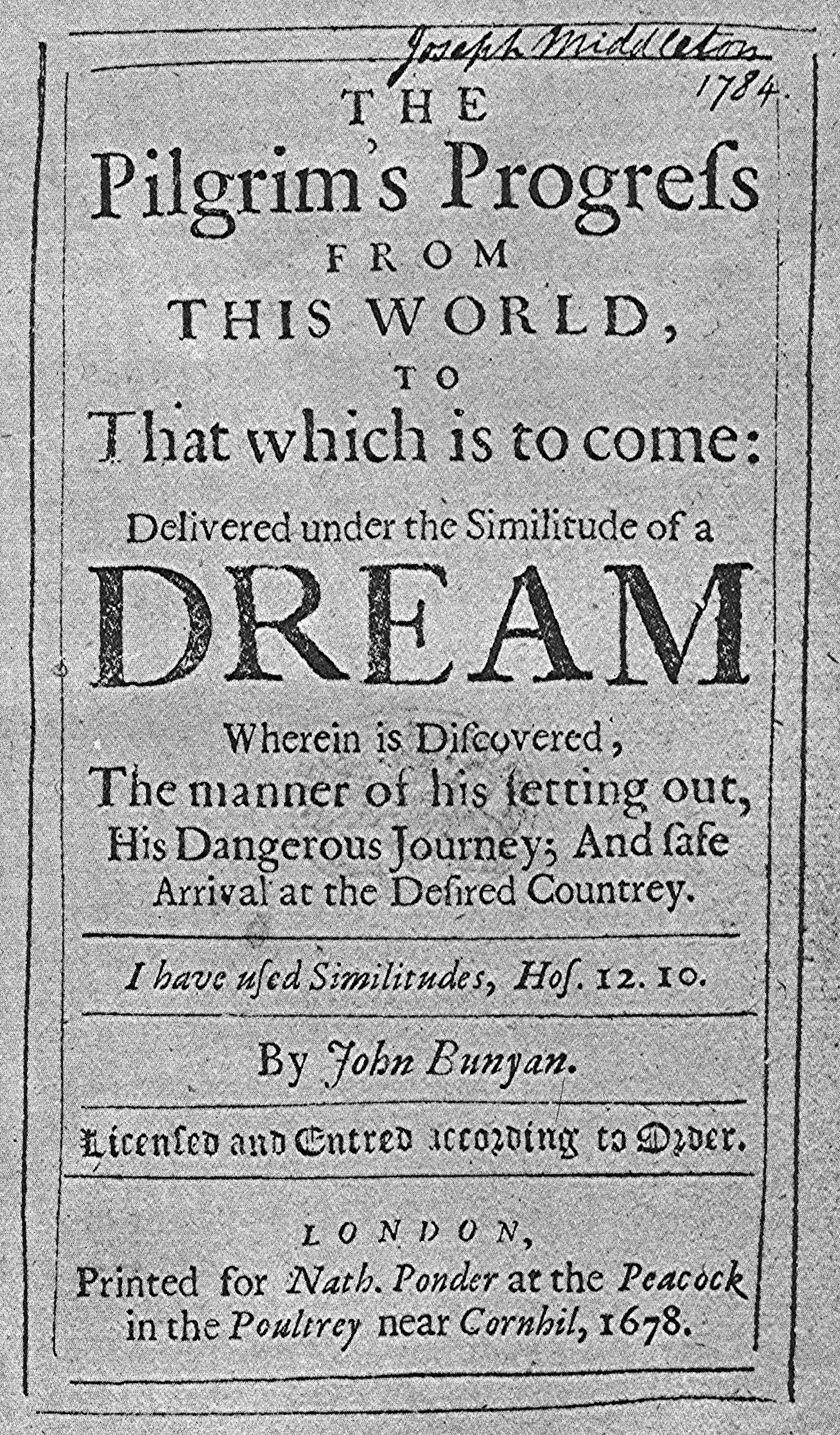
The Pilgrim's Progress, Titelseite der Erstausgabe 1678 (Pilgerreise von dieser in die kommende Welt: überliefert in Form eines Traumes, in dem die Art und Weise des Aufbruchs, die gefährliche Reise und die sichere Ankunft im ersehnten Land beschrieben wird)

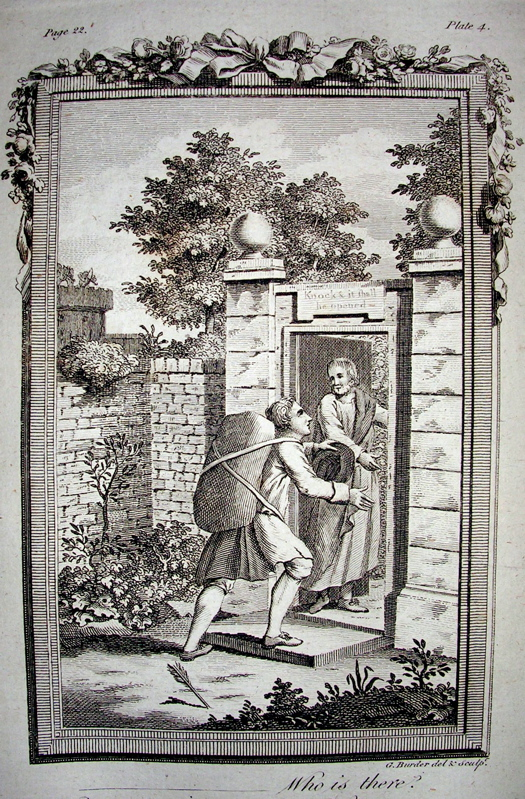
Darstellung in einer Buchausgabe von 1778

The Pilgrim’s Progress from This World to That Which Is to Come (Die Pilgerreise von dieser in die kommende Welt) ist ein allegorisches Buch des englischen Baptistenpredigers und Schriftstellers John Bunyan. Es handelt sich um ein im Februar 1678 veröffentlichtes christliches Erbauungsbuch. Das in 200 Sprachen übersetzte, bis heute durchgehend aufgelegte Buch zählt zu den bedeutendsten Werken der englischen christlichen Literatur.
Bunyan schrieb das Buch während einer insgesamt zwölfjährigen Haft im Bedfordshire-County-Gefängnis, zu der er wegen Verstoßes gegen das Konventikelgesetz verurteilt worden war, das Predigten außerhalb der anglikanischen Staatskirche unter Strafe stellte.

## Inhalt
Das Buch schildert in zwei Teilen (I 1678, II 1684) als Allegorie eine Reise ins Jenseits.
Christ, ein einfacher Mensch, ist auf seinem Weg aus der „Stadt der Zerstörung“ (der irdischen Welt) in die „Himmlische Stadt“ Zion (in den Himmel). Auf Christ lastet eine schwere Bürde (die Sünde). Als er in einem Buch (der Bibel) erfährt, dass diese Last ihn nach Tofet (in die Hölle) führt, packt ihn die Sorge, was für die Erlösung zu tun sei. Er verlässt seine Heimat, um Frau und Kinder zu retten.
Auf seinem Weg begegnen ihm zahlreiche allegorische Figuren aus dem Bereich der christlichen Glaubenswelt, die versuchen, ihn aufzuhalten bzw. voranzubringen. Bis zur himmlischen Stadt, die er im ersten Band erreicht, hat Christ zahlreiche Stationen zu bewältigen.
Der zweite Band befasst sich mit dem Geschick der zurückgebliebenen Frau und der Kinder.
Es folgt eine kurze Inhaltsangabe. Die Überfülle der allegorischen Bilder bleibt aber ohne direkte Beschäftigung mit der Schrift Bunyans völlig unverständlich.

### Teil 1

#### Aufbruch und erste Wegstrecke
(Bunyan beschreibt das, was er von der Pilgerreise des Christen, im englischen Original „Christian“, in den Übersetzungen „Christ“ oder „Christian“, sah, als Traum; siehe auch nebenstehende Illustration „Bunyans Traum“).

Im Traum sieht er einen Mann, in Lumpen gekleidet, ein Buch in seiner Hand und eine große Last auf seinem Rücken. Der Mann liest in dem Buch, und während er liest, weint er und zittert. Schließlich ruft er aus: »Was soll ich nur tun?«
Er kehrt nach Hause zurück, nimmt von Frau und Kindern Abschied und geht los. Er fragt: »Was soll ich tun, damit ich gerettet werde?« Evangelist gibt ihm eine Pergamentrolle mit der Aufschrift: »Fliehe vor dem kommenden Zorn.« Evangelist deutet mit dem Finger über ein endlos weites Feld hinweg auf eine kleine Pforte weit hinten mit einem hellen Licht: »Behalte dieses Licht im Auge und geh direkt darauf zu; dann wirst du die Pforte sehen. Dort wird man dir, wenn du daran klopfst, sagen, was du tun sollst.« Zwei Nachbarn begleiten ihn: Stur (engl. Obstinate) und Willig (engl. Pliable). Stur kehrt nach kurzer Diskussion um, Willig geht weiter mit, kehrt aber am Sumpf der Verzagtheit auch um. Helfer zeigt Christ den Weg und hilft ihm heraus.
Dann trifft er Weltklug aus dem Ort Menschenweisheit, der sagt: Der Weg, den Evangelist zeigte, ist gefährlich und beschwerlich; im Dorf Moral der Herr Gesetzlich, der hilft dir die Bürde abstreifen, auch sein Sohn Höflich wird helfen. Am gefährlichen Gesetzesberg Sinai hat Christ Angst, aber Evangelist zeigt Christ wieder den richtigen Weg.

#### Durch die enge Pforte

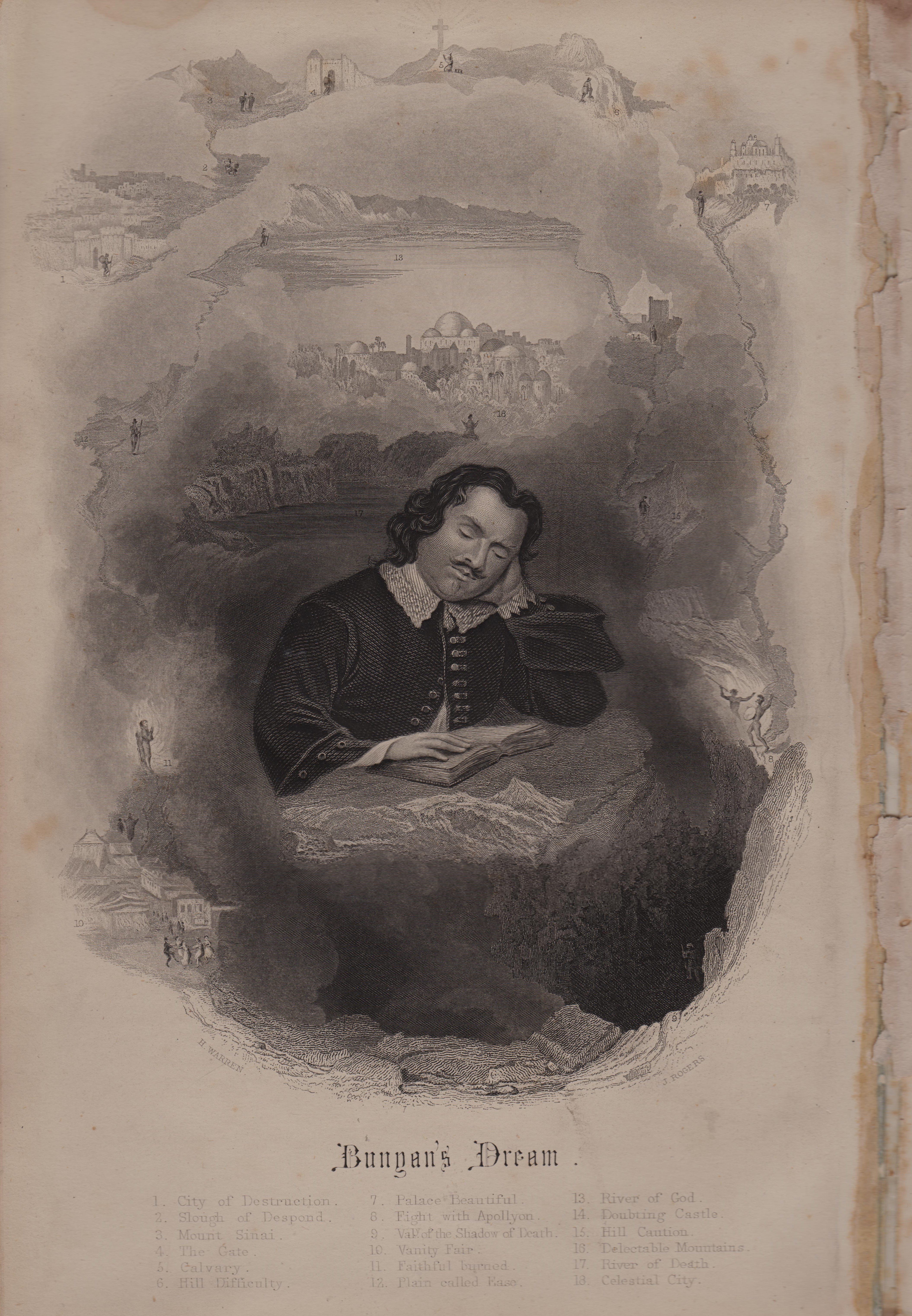
Bunyans Traum. Vorsatzblatt einer englischen Prachtausgabe von Bunyans Werken (ca. 1859) mit Darstellung der einzelnen Stationen der Pilgerreise

Christ geht nun zu der Pforte, über der steht: »Klopfet an, und es wird euch aufgetan.«.
Am Tor steht Gutwillig, der öffnet und ihn schnell hindurchzieht – aber von der dahinter stehenden Burg unter Beelzebub werden Pfeile geschossen. Gutwillig zeigt Christ den schmalen Pfad und weist zum Haus des Auslegers. 

Christ klopft dort und fragt um Rat. Der Ausleger sagt: »Komm herein! Ich werde dir zeigen, was dir nützen kann.« 

Erster Raum mit dem Wandbild des rechten, wahrhaften Führers, in der Hand die Bibel, die Welt hinter seinem Rücken, über ihm eine goldene Krone. 

Zweiter Raum: Gesetz und Evangelium; Staub bedeutet Sünde, Gesetz kehrt mit dem Besen umsonst, denn der Staub wird nur aufgewirbelt, aber das versprengte Wasser, welches das Evangelium bedeutet, schafft endlich die Reinigung. 

Dritter Raum: Die Kinder Leidenschaft und Geduld, Leidenschaft ist ganz unzufrieden, aber Geduld sitzt ruhig da. 

Vierter Raum: Wirkung der Gnade. Das Feuer vor einer Mauer bedeutet die Wirkung der Gnade im Herzen; es kommt Löschwasser vom Teufel, aber Christus gießt das Öl der Gnade ständig hinzu, so dass das Feuer trotzdem nicht verlischt. 

Fünfter Raum: Geistlicher Kampf. Ein Palast, in den viele hineinwollen, aber Bewaffnete verhindern es, nur ein einziger Mutiger, der aber viele Wunden erhält, schafft es. 

Sechster Raum: Der Käfig der Verzweiflung. Ein stockfinsteres Zimmer, in dem ein Mann in einem eisernen Käfig sitzt, weil er sündigte gegen das Licht des Wortes und die Güte Gottes (Sünde gegen den Heiligen Geist). 

Siebenter Raum: Ein zitternder Mann, der vom Schlaf aufstand, und von seiner Verdammung im Weltgericht geträumt hatte. 

Abschied: Der Ausleger verabschiedete Christ und wünscht ihm die Begleitung des Trösters (Heilger Geist), damit er in die himmlische Stadt komme.

#### ZumPalast Schönheit
Die Straße ist zu beiden Seiten von der Mauer Heil umzäunt. So kommt Christ zu dem Hügel mit dem Kreuz. Am Fuß des Hügels ist ein Grab; dort löst sich die Bürde von Christs Schultern und fällt ins Grab. 

Dann kommen drei Engel, strahlende Gestalten genannt. Der erste vergibt Christ alle seine Sünden. Der zweite kleidet ihn neu ein, und der dritte gibt ihm ein Mal auf die Stirn und eine versiegelte Schriftrolle (Zeugnis) zum Abgeben am Himmelstor.
Der Berg der Beschwernis

In einer Talmulde abseits vom Weg liegen drei fest schlafende Männer mit Fesseln an ihren Füßen: Simpel, Faul und Dünkel. Christ weckt sie und bietet Hilfe an, aber keiner nimmt sie. 

Dann kommen zwei Männer, die über die Mauer geklettert kamen: Formalist und Heuchler, die durch Gesetzbefolgung selig werden wollen. 

Am Fuß eines Hügels mit einer Quelle zweigen zwei Wege ab. Der schmale Weg führt den Hang Beschwernis hinauf; Christ trinkt von der Quelle. 

Formalist und Heuchler gehen die ebenerdig abzweigenden Wege: der eine geht den Weg Gefahr, der führt in einen großen Wald; der andere geht den Weg Verderben, der führt in eine Landschaft voll finster aufragender Berge, und dort stürzt er und bleibt für immer liegen. 

Christ steigt den Berg hinauf. Auf halbem Wege ruht er sich in einer schattigen Laube aus, schläft ein, und die Schriftrolle entfällt ihm.
Er geht weiter, und auf dem Gipfel trifft er Furchtsam und Misstrauisch, die umkehren wegen Gefahren auf dem Weg.
Christ bemerkt den Verlust der Schriftrolle, muss zurück, um sie zu suchen, er geht zur Laube und findet sie dort. 

Dann erblickt Christ den Palast Schönheit. Der Pförtner Wachsam hilft ihm durch die davor angeketteten Löwen hindurch.
Palast Schönheit

Die dort wohnende Jungfrau Einsicht führt Christ zu den anderen Jungfrauen Weisheit, Gottesfurcht und Liebe, mit denen er Gespräche führt. 

Am zweiten Tag zeigen sie ihm Sehenswürdigkeiten des Hauses:
Das Archiv mit Aufzeichnungen aus uralter Zeit – den Stammbaum des Herrn des Berges, Heldentaten seiner Diener usw. Altes und Neues, Prophezeiungen und Voraussagen. 

Am dritten Tag zeigen sie ihm die Rüstungskammer mit Ausrüstungsgegenständen für Pilger: Schwert, Schild, Helm, Brustpanzer, Beten ohne Unterlass, Schuhe; Werkzeuge: Moses Stab, Hammer und Nagel, mit denen Jael Sisera tötete, die Krüge, Posaunen und Fackeln Gideons, Ochsenstecken Samgars, Eselskiefer Simsons, Schleuder Davids usw. 

Am vierten Tag folgt eine Weg-Besichtigung vom Dach des Hauses aus in Immanuels Land. Christ wird eingekleidet in eine Rüstung.

#### Tal der Demütigung und der Todesschatten
Tal der Demütigung

Einsicht, Gottesfurcht, Liebe und Weisheit begleiten ihn zum Fuß des Berges und geben ihm einen Laib Brot, eine Flasche Wein und einen Beutel Rosinen.
Kampf mit Apollyon

Christ muss mit dem Ungeheuer Apollyon kämpfen, bis dieses flieht. Christs Wunden werden mit Blättern vom Baum des Lebens geheilt.
Tal der Todesschatten

Christ trifft zwei Männer, die Nachkommen derjenigen Kundschafter sind, die schlecht über das gelobte Land berichtet hatten. 

Auf dem Weg ist zur Rechten ein tiefer Graben, zur Linken ein gefährlicher Morast. Der Weg hier äußerst schmal; Christ muss in Dämmerung und Dunkel gehen (es ist Abend). In der Mitte des Tales liegt der Schlund der Hölle dicht am Wegesrand. 

Christ schirmt sich ab mit der Waffe Beten ohne Unterlass. 

Eine Horde Ungeheuer kommt auf ihn zu; Christ ruft »Ich werde gehen in der Kraft des Herrn!«; so dass sie zurückweichen. 

Ein Mit-Pilger sagt im Dunkeln: »Und ob ich schon wanderte im finstern Tal, fürchte ich kein Unglück; denn du bist bei mir.«

Am Morgen wird sichtbar: der zweite Teil des Tales der Todesschatten ist noch gefährlicher.
Der Weg liegt voll von Stricken, Fallen, Schlingen und Netzen, von Gruben, Stolpersteinen und Schlaglöchern. 

Am Ausgang des Tales befindet sich eine Höhle, mit den Riesen Papst und Heide, die inzwischen tot oder alt und schwach sind. Davor liegen Überreste der durch sie grausam zu Tode gekommenen Menschen.

#### GetreuundSchwätzer
Christ begegnet Getreu, und die beiden erzählen sich von ihrer bisherigen Reise. 

Dann trifft Christ einen Pilger namens Schwätzer. Er macht seinem Namen alle Ehre: Sein Vater ist Redselig und er wohnte in der Schwatzgasse. Schwätzers Glaube besteht nur aus Worten.

#### DerMarkt der Eitelkeiten
Christ und Getreu treffen wieder auf Evangelist, der zur Treue mahnt und vor dem Markt der Eitelkeiten warnt. 

So kommen sie zum Markt der Eitelkeiten.

Die Teufel und Dämonen Beelzebub, Apollyon und Legion hatten diesen Markt in der Stadt Eitelkeit errichtet.
Hier gibt es: Häuser, Ländereien, Gewerbe, Ämter, Würden, Beförderungen, Titel, Länder, Königreiche, Lustbarkeiten, Vergnügungen und Genüsse aller Art, wie Huren, Weiber, Ehefrauen, Ehemänner, Kinder, Herren, Diener, Leben, Blut, Leiber, Seelen, Silber, Gold, Perlen, Edelsteine usw.; weiter: Jongleure, Betrüger, Spieler, Narren, Affen, Schelme und Schurken aller Art zu besichtigen, kostenlos dazu: Diebstähle, Morde, Unzucht, Meineide, alles in Blutrot.
Es gibt einen Aufruhr wegen der anderen Kleidung der Pilger und deren anderer Sprache, der Sprache Kanaans. 

Die Pilger kommen vor Gericht, werden verhört, geschlagen, mit Dreck beschmiert, und in einem Käfig zur Schau gestellt. 

Vor Gericht werden sie angeklagt von Richter Hassgut; die Anklage lautet: Störung des Handels, Aufruhr und Streit, Missachtung der Gesetze, Verleitung anderer zu höchst gefährlichen Anschauungen. 

Anklagezeugen sind: Neid, Aberglaube und Schmeichler. 

Schmeichler klagt an: Die Pilger haben Fürst Beelzebub beschimpft, und verächtlich von seinen Freunden gesprochen, nämlich Herrn Alter Mensch, Fleischeslust, Üppig, Ruhmsucht, Unzucht, Geizhals usw. 

Getreu sagt dagegen: Der Fürst dieser Stadt und alle seine Anhänger gehören in die Hölle.
Geschworene beim Gericht sind: Blindmann, Übelgesinnt, Boshaft, Lüstling, Schlüpfrig, Hitzkopf, Hochmut, Feindselig, Lügner, Grausam, Finsterling und Unversöhnlich.
Getreu wird zum Tod verurteilt.
Getreus Martyrium

Getreu wird grausam gequält und hingerichtet, aber mit einem Wagen unter Posaunenschall durch die Wolken auf schnellstem Wege zum Himmelstor gebracht.
Christ muss im Gefängnis bleiben, entkommt aber nach einer Weile daraus.

#### Die gefährliche Silbergrube
Christ erhält einen neuen Gefährten: Hoffnungsvoll, der Christ und Getreu auf dem Markt sah. wo er von ihrem festen Glauben beeindruckt war.
Nebenwege und Kumpane

Beide treffen den Mann Nebenwege aus der Stadt Schöneworte. 

Nebenwege erzählt von seinen Verwandten Rückwärts, Wetterfahne, Schöneworte, Aalglatt, Januskopf, Beliebig, Pfarrer Doppelzunge, Frau von Falschheit.
Nebenwege trennt sich von Christ und Hoffnungsvoll, und geht mit Haltewelt, Geldlieb und Sparmann weiter.
Dann diskutiert Herr Haltewelt mit Christ. 

Die Pilger kommen in ein kleines, liebliches Gefilde namens Ruhe.
Sie sehen den Berg Gewinn mit einer Silbermine, wohin ein Abstecher einlädt, der aber meist tödlich endet. 

Demas lädt ein zur Silbermine, Christ weist ihn zurück, doch Nebenwege und Gefährten verschwinden darin. 

Christ und Hoffnungsvoll sehen dann die Salzsäule, die Lots Frau war. 

Weiter führt der Weg am Strom lebendigen Wassers entlang.
Doch dann steigen Christ und Hoffnungsvoll über den Zaun am Weg, gehen auf die Abwegswiese und treffen Selbstvertrauen. 

Selbstvertrauen fällt im Finstern in eine tiefe Grube. Wegen eines fürchterlichen Gewitters und Überschwemmung kommen Christ und Hoffnungsvoll nicht zurück zur Straße. 

Der Schlafplatz von Christ und Hoffnungsvoll liegt auf dem Land des Riesen Verzweiflung; dieser verschleppt beide auf seine Zweifelsburg. 

Die Frau des Riesen heißt Misstrauen und bringt den Riesen Verzweiflung dazu, Christ und Hoffnungsvoll zu verprügeln. Er will beide dazu bewegen, sich selbst umzubringen. Christ und Hoffnungsvoll beten. 

Christ öffnet mit dem Schlüssel Verheißung alle Schlösser, so dass beide fliehen können. Sie errichten dann am Weg eine Warninschrift.

#### Die lieblichen Berge
Christ und Hoffnungsvoll kommen zu den lieblichen Bergen – Immanuels Land. 

Christ und Hoffnungsvoll sind dort zu Gast bei den Hirten Weise, Erfahren, Wachsam und Aufrichtig; die Hirten zeigen den Gipfel des Berges Irrtum, und den Berg Warnung. 

Die Hirten zeigen danach den Nebeneingang zur Hölle, und dann auf den Gipfel des hohen Berges Klar. Sie wollen den Pilgern mit einem Fernrohr das Tor und etwas von der Herrlichkeit der himmlischen Stadt zu sehen geben. 

Der erste Hirt gibt Christ und Hoffnungsvoll eine Wegbeschreibung mit.
Der zweite warnt sie vor dem Schmeichler.
Der dritte ermahnte sie, nicht auf dem verzauberten Grund zu schlafen.
Der vierte wünschte ihnen Gottes Geleit auf dem Weg.

#### Die Geschichte vonKleinglaube
Christ und Hoffnungsvoll treffen Unwissend aus dem Land Einbildung. 

Christ und Hoffnungsvoll sehen Abtrünnig aus der Stadt Abfall, der von sieben Teufeln mit sieben starken Seilen gefesselt ist. 

Christ erzählt von Kleinglaube aus der Stadt Aufrichtig.

#### Über denverzauberten Grund
An einer Weggabelung führt ein finsterer Geselle, Schmeichler, in einem leuchtend hellen Gewand, die beiden, Christ und Hoffnungsvoll, auf einen falschen Weg. Er fängt sie in einem Netz, aber eine strahlende Gestalt züchtigt und befreit sie. 

Christ und Hoffnungsvoll sprechen dann mit Atheist, der Zion den Rücken gekehrt hat. 

Christ, Hoffnungsvoll und Unwissend kommen, weil sie nicht allein wandern, sondern Gespräche miteinander führen, sicher und gut über den Grund, der sonst schläfrig macht.

#### Die himmlische Stadt
Christ und Hoffnungsvoll wandern allein weiter. 

Christ und Hoffnungsvoll reden über Zeitdiener, aus dem Ort Gnadenlos bei Ehrlichkeit neben Kehrum. 

Christ erzählt davon, wie der Rückfall vor sich geht. 

Es folgt ein erholsamer Weg durch das Land der Vermählung. Christ und Hoffnungsvoll fragen den Gärtner und bekommen Weisung von zwei glänzenden Männern. 

Die beiden Pilger müssen schließlich kurz vor dem Ziel den Fluss ohne Brücke durchqueren. Dabei hält Hoffnungsvoll den Pilger Christ, der untergeht, über Wasser.
Willkommen in der Himmlischen Stadt

Christ und Hoffnungsvoll werden von den beiden strahlenden Männern auf den Berg gehoben und zum Tor geführt. 

Christ und Hoffnungsvoll bekommen weiße Gewänder und werden empfangen. 

Unwissend wird von einem Fährmann mit dem Boot Vergebliche Hoffnung über den Fluss gebracht, er hat aber kein Zeugnis (versiegelte Schriftrolle) und wird darum in die Tür in der Bergwand gesteckt.

#### Schluss
Bunyan schreibt zum Schluss, dass er erwacht und bemerkt, dass er geträumt hatte. Er warnt vor falscher Auslegung und weist für Unbelehrbare auf einen neuen Traum.

### Die Pilgerreise, gekleidet in einen Traum. Zweiter Teil
Obwohl bei der Abreise von Christ sich seine Frau und seine Kinder nicht dazu bewegen ließen, mitzukommen, packten sie dann doch ihre Sachen und ziehen ihm hinterher. In einem Traum sieht Christin ihren Mann in der Unsterblichkeit. 

Ein Besucher Verborgen bringt ihr einen Brief, in dem sie aufgefordert wird zur engen Pforte zu gehen. Den Brief sollte sie am Tor der himmlischen Stadt abgeben.

Die Nachbarinnen Frau Furchtsam, Ahnungslos und Leichtsinnig wollen sie von ihrem Vorhaben abbringen.

#### Auf dem Weg zur Pforte
Christin geht los mit ihren Kindern und der Nachbarin Barmherzig. Mit Hilfe von Trittsteinen kommen sie durch den Sumpf der Verzagtheit.

Christin klopft an der Pforte an, aber nur ein großer Hund bellt, vor dem sie Angst hat, schließlich öffnet der staunende Pförtner und lässt einen Posaunenbläser einen Jubelruf blasen.

Auf Fürsprache von Christin wird auch Barmherzig hineingelassen.

Der Pförtner erklärt dann, der Hund gehöre dem bösen Herrn der nahen Burg und solle Pilger vom Weg abhalten. Der Pförtner zeigte dann den richtigen Weg und die Pilger gehen weiter.

#### Das Haus des Auslegers
Neben dem Weg verläuft eine Mauer, und dahinter liegt ein Garten, der dem bösen Burgbesitzer gehört. Von dort kommen zwei Männer und wollen die Frauen vergewaltigen. Auf ihr Schreien kommt Hilfe aus dem noch nicht weit entfernten Pförtnerhaus.

Die Pilger kommen dann zum Haus des Auslegers und werden von der Magd Unschuld und vom Ausleger begrüßt.

Der Ausleger zeigt ihnen alle Räume, die schon Christ zu sehen bekommen hatte, und noch mehr: in einem Zimmer arbeitet jemand mit einer Mistharke, im nächsten, prächtigen Zimmer sitzt nur eine Spinne an der Wand, und im Weiteren ist eine Henne mit Küken zu finden, und zuletzt sehen sie ein Zimmer, in dem ein Schaf geschlachtet wird.

Schließlich zeigt der Ausleger noch den Garten und einen Acker.

Am andern Morgen müssen sie baden und erhalten ein Siegel und neue Kleidung.

#### Mutherz
Die Pilger bekommen dann den bewaffneten Begleiter Mutherz für die Reise zum Haus Prachtvoll.

Mutherz erzählt ihnen die Begebenheiten auf der Reise von Christ, damit sie sich nicht fürchten müssen oder in die Irre gehen.

#### Haus Prachtvoll
Mit Mutherz kamen sie auch gut an den Löwen vorbei.
Ein Riese, Grimm oder Blutdurst genannt, will die Pilger am Weitergehen hindern, aber Mutherz besiegt ihn.

Sie erreichen dann den Palast Prachtvoll, wo sich Mutherz verabschiedet.

Die Bewohnerinnen des Hauses, Weisheit, Gottesfurcht und Liebe laden die Pilger dazu ein, noch ein paar Tage zu bleiben.

Weisheit fragt die Kinder, erst Jakob, den Jüngsten, dann Josef, Samuel und Matthäus als den Ältesten, nach den Glaubenslehren.

Ein Herr Flott macht Barmherzig den Hof. Herr Flott gibt sich einen frommen Anstrich, aber er ist doch weltlich. Er hält auch nichts von der Barmherzigkeit und so lässt er schließlich von ihr ab.

Matthäus wird krank und der Arzt Herr Geschickt geholt. Er bringt eine Medizin mit, die er den Pilgern auch für die Weiterreise gibt.

Die Pilger schicken eine Nachricht zum Haus des Auslegers und bitten um Mutherz als Begleiter, auf dessen Ankunft sie warten.

#### Im Tal der Demütigung und der Todesschatten
Gottesfurcht und Weisheit begleiten sie ein Stück. Am Tal der Demütigung ist eine Inschrift angebracht, die über die Fehltritte und Kämpfe von Christ berichtet, damit andere gewarnt sind. Sie besichtigen auch den Ort des Kampfes mit Apollyon. Durch das Tal der Todesschatten gelangen sie bei Tag unbeschadet hindurch, auch wenn sie dabei viele Gefahren durchstehen müssen.

Sie treffen dann den alten Pilger Redlich mit dem sie Gespräche führen.

#### In der Herberge des Gajus
An der Tafel des Gajus werden Rätsel und Scherze erzählt. Gajus weist auf Gefahren am Weg hin, bevor die Pilger aufbrechen. Auf dem Weg befreien sie einen Mann Kleinmütig aus den Händen des Riesen Tugendfeind. Mutherz vernichtet den Riesen.

Sie gehen zurück zur Herberge. Matthäus und Barmherzig heiraten, ebenso heiratet Jakob die Tochter des Gajus, Phoebe. Danach bleiben sie noch einige Zeit im Haus des Gajus.

Beim Abschied kommt Herr Hinkfuß auf Krücken heran, der ebenfalls auf Pilgerreise ist (und später wie alle anderen in die himmlische Stadt gelangt).

Sie machen sich zusammen auf den Weg: Mutherz, Redlich, dann Christin mit ihren Kindern, danach Kleinmütig und Hinkfuß.

Vor der Stadt Eitelkeit kehren sie im Haus von Mnason ein. Sie sprechen dort mit seinen Freunden Bußfertig, Heilig, Frommhold, Lügenscheu und Reumütig.

Längere Zeit bleiben sie in der Marktstadt im Haus des Mnason, der schließlich Christins Sohn Samuel seine Tochter Gnade und Christins Sohn Josef seine Tochter Martha zur Frau gibt.
Das Martyrium von Getreu hatte die Menschen in Eitelkeit erschreckt und freundlicher werden lassen.

Aber ein Ungeheuer im nahen Wald hatte Kinder aus der Stadt geholt und wird von den Pilgern bekämpft, so dass es keinen Schaden mehr anrichten kann.

#### Die lieblichen Berge
Nach ihrem Aufbruch vom Haus des Mnason gehen die Pilger am Berg Gewinn mit der Silbermine vorbei. Christin rät ihren vier Schwiegertöchtern, ihre Kinder in den lieblichen Bergen in Obhut zu lassen, weil der König selbst ein Haus für kleine Kinder und Waisen hatte errichten lassen.

Mutherz, der alte Redlich und die vier Söhne von Christin vernichteten dann die Zweifelsburg und die Riesen darin.

Die Hirten der lieblichen Berge führen die Pilger in einen Palast, in dem sie wohnen.

Die Hirten zeigen den Pilgern den Berg der Wunder, den Berg der Unschuld, den Berg der Liebe, und kommen schließlich an einen Ort, wo sie einen Mann namens Tor und einen Mann namens Schwachkopf sehen.

Barmherzig, die schwanger ist, wünscht sich den besonderen Spiegel von den Hirten, den sie auch erhält. Daraufhin bekommen die Frauen der Pilgerschar Schmuck und schöne Dinge von den Hirten.

Sie treffen den blutig geschlagenen Wahrheitskämpfer. Seine Wunden werden behandelt, und er wandert mit der Pilgerschar weiter.

#### Der Weg in die himmlische Stadt
Indem die Pilger paarweise nebeneinander wandern und sich gegenseitig aufmuntern, überwinden sie den verzauberten Grund. An dessen Ende treffen sie auf Standhaft.

Bald danach kommen sie in das Land der Vermählung. Hier können sie endlich rasten.

In der dortigen Stadt erhält Christin eine Botschaft, dass sie in der himmlischen Stadt erwartet wird. Sie soll also die erste sein, die hinübergeht. Da segnet sie ihre Kinder und ermahnt ihre Söhne und Schwiegertöchter, sich bereitzuhalten für den Tag, an dem der Bote zu ihnen kommen würde. Nach und nach werden die Pilger in die himmlische Stadt gerufen. Alle durchqueren den Fluss und werden dort willkommen geheißen. Sie treten einer nach dem anderen durch das Tor der Stadt ein.

Bunyan schreibt zum Schluss, dass er noch nicht sehen konnte, wie Christins Kinder mit ihren Frauen und Kindern hinübergegangen sind. Er hatte sagen hören, sie seien noch am Leben, damit die Kirchengemeinde dort, wo sie leben, noch wachsen könne. Bunyan kündigt an, bei Gelegenheit weiteren Bericht zu geben.
Schlusswort: Farewell.

## Charakteristische Gestalten

### Charaktere im ersten Teil des Buches
- Christ (Christian), dessen Name früher „Ohnegnade“ lautete, ist der Protagonist im ersten Teil des Buches; seine Reise zur himmlischen Stadt ist die Handlung der Geschichte.
- Evangelist ist der fromme Mann, der Christ auf den Weg zur himmlischen Stadt bringt. Er zeigt Christ ein Buch, von dem der Leser annehmen muss, es wäre die Bibel.
- Stur (oder Hartnäckig, Obstinate) ist einer der beiden Bewohner der Stadt Verderben, der hinter Christ her läuft, um ihn zur Rückkehr zu bewegen.
- Willig (Pliable), der andere der beiden, die mit Christ gehen. Beide fallen in den Sumpf der Verzagtheit. Als Willig aus dem Sumpf herauskommt, kehrt er sofort nach Hause zurück.
- Helfer (Helper), Christs Retter aus dem Sumpf der Verzagtheit.
- Herr Weltweisheit (Mr. Worldly Wiseman), jemand aus einem Ort namens Menschenweisheit (im Original „Carnal Policy“ = fleischliche Verhaltensweisen, entsprechend dem im Johannesevangelium herausgestellten Gegensatz von Fleisch und Geist), der Christ überredet, von seinem Weg abzugehen, und sich von einem Herrn Gesetzlich im Dorf Moral helfen zu lassen.
- Gutwillig (Goodwill), der Hüter der engen Pforte, durch die man den "geraden und schmalen Weg" betritt (auch „Königsweg“ – "King’s Highway" genannt), und der zur himmlischen Stadt führt. Im zweiten Teil wird klar (weil er Vergebung schenkt), dass diese allegorische Figur kein anderer als Jesus Christus selbst ist.
- Beelzebub (wörtlich "Herr der Fliegen") ist einer der Begleiter des Erzteufels, der eine Burg gebaut hat ganz in der Nähe der Pforte. Von dort aus können er und seine Gefährten Pfeile auf diejenigen schießen, welche die Pforte betreten haben. Er ist auch der Herr des Jahrmarktes der Eitelkeiten (Vanity Fair). Christ nennt ihn "Kapitän" des Teufels Apollyon.
- Der Ausleger (Interpreter), der sein Haus am Weg als Rastplatz für Reisende geöffnet hat. Er lehrt mittels Bildern und Dioramen den richtigen Weg zum christlichen Leben. Er ist evtl. mit dem Heiligen Geist zu identifizieren. Der Ausleger erscheint auch im zweiten Teil.
- Strahlende (Shining Ones), die Boten und Diener des „Herrn der Berge“ (Lord of the Hill), Gott. Es sind offensichtlich heilige Engel Gottes.
- Formalist, einer von zwei gemeinsam Reisenden auf dem Pilgerweg (King’s Highway), der aber nicht durch die Pforte hindurch darauf kam, sondern über die Mauer kletterte. Er kommt mit bis zum Berg der Beschwernis. Er und sein Begleiter Heuchler (Hypocrisy) kommen aus dem Land Hoffart (Vainglory). Er nimmt später einen von zwei Nebenwegen, um den Berg der Beschwernis zu umgehen, aber geht damit in die Verlorenheit.
- Heuchler (Hypocrisy), der Begleiter von Formalist. Er nimmt den anderen der beiden Nebenwege und geht auch verloren.
- Furchtsam (Timorous), einer der beiden, die Christ überzeugen wollen, umzukehren wegen der zu großen Gefahr durch die Löwen am Weg vor dem Palast Schönheit. Er ist ein Verwandter der Frau Furchtsam (Timorous) im zweiten Teil. Sein Begleiter ist
- Misstrauen (Mistrust).
- Wachsam (Watchful), der Portier des Palast Schönheit (House Beautiful). Er erscheint auch im zweiten Teil und bekommt dort eine Goldmünze von Christin für seine Freundlichkeit und Hilfsbereitschaft ihr gegenüber und ihren Begleitern. "Wachsam" ist auch der Name eines Hirten in den lieblichen Bergen.
- Einsicht (Discretion), eine der Jungfrauen, die im Palast Schönheit wohnen. Die weiteren drei Jungfrauen des Palastes Schönheit:
- Weisheit (Prudence)
- Gottesfurcht (oder Frömmigkeit, Piety)
- Liebe (Charity)
- Apollyon (wörtlich „Zerstörer“), der Herr der Stadt des Verderbens und als Teufel Begleiter des Erzteufels, der versucht, Christ mit Gewalt zu seinem Wohnort und in seinen Dienst zurückzubringen. Er kämpft mit Christ im Tal der Demütigung, nicht weit entfernt vom Palast Schönheit. Er erscheint als drachenähnliche Kreatur mit Schuppen und Fledermausflügeln und schleudert im Kampf brennende Pfeile auf seine Gegner.
- Riesen "Papst" und "Heide" (Giants Pope and Pagan), es sind Allegorien des römischen Katholizismus und des Heidentums als Verfolger der evangelischen Christen. "Heide" ist tot, was das Ende der heidnischen Vergangenheit mit ihrer Christenverfolgung bedeutet; "Papst" lebt noch, ist aber altersschwach, was die gering gewordene Macht und den schwindenden Einfluss des römisch-katholischen Papstes anzeigt.
- Getreu (Faithful), Christs Freund aus der Stadt des Verderbens, der auch mit auf die Pilgerreise gegangen ist. Christ trifft ihn gleich, nachdem er durch das Tal der Todesschatten hindurchgelangt ist.
- Wollust (Wanton), eine Verführerin, die Getreu umgarnen wollte, als er sich aufmachte zur Reise in die himmlische Stadt. Auch im zweiten Teil des Buches wird sie erwähnt.
- der alte Adam (Adam the First) aus der Stadt Betrug (town of Deceit), der Getreu mit Hilfe seiner drei Töchter Fleischeslust, Augenlust und Hochmut (the Lust of the flesh, the Lust of the eyes, and the Pride of life) von seiner Reise abzubringen versucht.
- Moses, der strenge, gewaltige Rächer (Vertreter des Gesetzes, das keine Gnade kennt), der Getreu töten will wegen seiner momentanen Schwäche, in der er mit dem alten Adam vom Weg abgehen will.
- Schwätzer (Talkative), ein Heuchler, Christ bekannt aus der Stadt des Verderbens, der in der Schwatzgasse wohnte. Er spricht leidenschaftlich von der Religion, hat aber keine aus der Errettung/Erlösung resultierenden Taten vorzuweisen.
- Herr Hassgut (Hate-good), der Richter, vor dem Getreu am Markt der Eitelkeiten stehen muss.
- Neid (Envy), der erste Zeuge gegen Getreu. Die anderen beiden Zeugen gegen Getreu sind:
- Aberglaube (Superstition)
- Schmeichler (Pick-Thank)
- Hoffnungsvoll (Hopeful), ein Bewohner der Stadt mit dem Markt der Eitelkeiten, der die Stelle von Getreu als Weggefährte von Christ einnimmt.
- Herr Nebenwege (By-Ends), ist ein heuchlerischer Pilger, der in der Silbermine beim Hügel Gewinn/Profit (lucre) umkommt, zusammen mit seinen drei Freunden.
- Demas, ein Betrüger, der den Pilgern am Hügel Profit zuwinkt, damit sie kommen und in die Silbermine gehen.
- Riese Verzweiflung (Giant Dispair), der Burgherr der Zweifelsburg, wo viele Pilger gefangen gehalten und schließlich ermordet wurden. Christ und Huffnungsvoll können, nachdem sie von dem Riesen misshandelt wurden, fliehen. Der Riese wird von Mutherz im zweiten Teil erschlagen.
- Riesin Misstrauen (Giantess Diffidence), die Frau des Riesen Verzweiflung, und an dessen Untaten beteiligt. Sie wird schließlich von Redlich im zweiten Teil erschlagen.
- Weise (Knowledge), er und drei weitere sind Hirten von den lieblichen Bergen:
- Erfahren (Experience)
- Wachsam (Watchful)
- Aufrichtig (Sincere)
- Unwissend (Ignorance), "ein flotter jungen Bursche". Er gelangte auf den geraden und schmalen Weg, den Königsweg, aber über eine krumme Gasse. Er geht ein Stück mit Christ und Hoffnungsvoll und diskutiert mit ihnen beiden. Unwissend/Ignoranz glaubt, dass er in die himmlischen Stadt kommt, weil er gute Taten vorweisen kann, und er meint, dass er so den Willen Gottes getan hat. Jesus Christus ist für ihn nur ein Vorbild und kein Erlöser. Christ und Hoffnungsvoll versuchen, ihn auf den richtigen Weg zu bringen, aber sie scheitern damit. Unwissend gelangt zum Fährmann „Falsche Hoffnung“ (Vain-Hope), der ihn über den Fluss des Todes hinüberfährt, statt dass der Pilger das Gewässer zu Fuß durchquert. Als Unwissend dann vor dem Tor der himmlischen Stadt steht, wird er nach seinem Zeugnis gefragt, das für den Einlass nötig ist, aber er hat keins. Der König befiehlt dann, dass Unwissend gebunden und in die Hölle geworfen wird.
- Schmeichler (Flatterer), ein Betrüger, der Christ und Hoffnungsvoll an einer Weggabelung einen falschen Weg führt und sie dann in einem Netz fängt. Schmeichler ist eine finstere Gestalt, aber in ein leuchtend helles Gewand gekleidet.
- Atheist, ein ehemaliger Pilger, der Christ und Hoffnungsvoll verspottet, weil sie den beschwerlichen Weg vorwärts gehen. Er selbst geht den Weg nun umgekehrt, weil er meint, dass es Gott und die himmlischen Stadt nicht gibt. Er erklärt auch, dass er jahrelang danach auf der Suche war; sie nicht fand, und so zu seiner jetzigen Überzeugung kam.

### Charaktere im zweiten Teil des Buches
- Herr Scharfsinn (Mr. Sagacity), ein alter Mann, und der Erzähler, den Bunyan in einem neuen Traum trifft. Scharfsinn erzählt die Ereignisse hier im Zweiten Teil bis zur Ankunft Christins an der engen Pforte.
- Christin (Christiana), die Ehefrau von Christ; sie geht mit ihren vier Söhnen und der Nachbarin Barmherzig auf die Pilgerreise.
- Matthäus (Matthew), Christs und Christins ältester Sohn, der später Barmherzig heiratet.
- Samuel, zweiter Sohn, der später Gnade, die Tochter von Mnason, heiratet.
- Joseph, dritter Sohn, der später Martha, die Tochter von Mnason, heiratet.
- Jakob (James), vierter und jüngster Sohn, der Phoebe, Tochter von Gajus heiratet.
- Barmherzig (Mercy), Christins Nachbarin, die mit ihr auf die Pilgerreise geht und später Matthäus heiratet. Sie fertigt als ein Zeichen ihrer Barmherzigkeit ständig Handarbeiten an.
- Frau Furchtsam (Mrs.Timorous), eine Verwandte von Furchtsam im ersten Teil. Sie kommt mit Barmherzig zu Christin, bevor diese auf Pilgerfahrt geht.
- Frau Fledermausauge (Mrs.Bat's-Eyes), eine Einwohnerin der Stadt des Verderbens und Freundin von Frau Furchtsam. Ihr Name kennzeichnet sie als blind, so dass ihre Behauptung, Christin wäre blind wegen ihres Vorhabens, auf Pilgerreise zu gehen, heuchlerisch ist.
- Frau Unbedacht/Rücksichtslos (Mrs.Inconsiderate), eine Bewohnerin der Stadt des Verderbens und Freundin von Frau Furchtsam. Sie sagt, dass Christins Weggehen die Befreiung des Ortes von ein paar fantasierenden Narren sei.
- Frau Leichtsinnig (Mrs.Light-Mind), eine Bewohnerin der Stadt des Verderbens und Freundin von Frau Furchtsam. Sie will nicht über Christin reden, sondern erzählt von einer schlüpfrigen Party bei Frau Wollust (Wanton), wo auch Frau Fleischlieb (Love-the-Flesh) und ähnliche Leute sich beteiligten, z. B. Frau Geilheit/Lüsternheit (Mrs.Lechery), Herr Unrat/Schweinerei (Mr. Filth) u. a.
- Frau Ahnungslos (Know-Nothing), eine Bewohnerin der Stadt des Verderbens und Freundin von Frau Furchtsam. Sie fragt ihre Freundin, ob Christin tatsächlich auf den Pilgerweg gehen wird.
- Zwei üble Gestalten (two ill-favoured ones), zwei böse Charaktere: Christin sieht die beiden finsteren Gestalten schon in ihrem Traum, als sie noch zu Hause ist; die beiden erklären schon im Traum ihr Vorhaben: Christin ablenken, um ihren Pilgerweg zu verhindern.
- Unschuld (Innocent), eine junge Magd beim Ausleger. Sie hütet die Tür des Hauses und lässt dann Christin und ihre Begleitung herein. Unschuld führt die Pilger auch zum Bad im Garten (welches die christliche Taufe symbolisiert).
- Mutherz (Great-Heart), der Führer und Leibwächter (Bodyguard), den der Ausleger für Christin und ihre Begleitung von seinem Haus bis zum Ende der Reise mitschickt. Mutherz erweist sich als einer der wichtigsten Akteure in diesem zweiten Teil des Buches.
- Riese Grimm (Giant Grim), ein Wegelagerer, der den angeketteten Löwen beistehen will, die wie er die Weiterreise der Pilger verhindern. Er tritt ihnen kurz vor dem Palast Schönheit in den Weg und wird dort von Mutherz erschlagen. Bekannt ist er auch unter dem Namen Blutdurst (Bloody-Man).
- Demut (Humble-Mind), eine Magd im Palast Schönheit (oder Haus Prachtvoll), die erst im zweiten Teil des Buches auftritt.
- Herr Flott (Mr.Brisk), ein Mann, der Barmherzig den Hof macht, aber von ihr ablässt, als er erfährt, dass sie Kleider näht nur zum Verschenken an die Armen.
- Arzt Geschicklichkeit (physician Skill) ist der zum Palast Schönheit gerufene Arzt, der Matthäus von seiner Krankheit heilt, und auch Arznei für die Weiterreise mitgibt. Matthäus wurde krank durch den Verzehr von Äpfeln aus dem Garten des Beelzebub.
- Riese Hammer (Giant Maul), ein Riese, den Mutherz tötet, als er sich mit einer Keule auf die Pilger stürzt, die gerade das Tal der Todesschatten verlassen haben.
- Redlich (Old Honest), ein alter Pilger, der sich der Gruppe anschließt, und sich sehr gut mit Mutherz versteht.
- Herr Ängstlich (Fearing) ist ein Pilger, den Mutherz auf einer früheren Pilgerreise mit großer Mühe zur himmlischen Stadt führte, und der bekannt war für seine Ängstlichkeit. Er kam aus der Stadt Dummheit (town of Stupidity) und ist Kleinmütigs (Feeble Mind’s) Onkel.
- Gajus (Gaius), ein gastfreundlicher Mensch, bei dem die Pilger für einige Jahre wohnen, nachdem sie das Tal der Todesschatten hinter sich gebracht haben. Er gibt seine Tochter Phöbe Jakob zur Frau. Die Kosten der Herberge werden vom barmherzigen Samariter bezahlt.
- Riese Tugendfeind (oder Morde-fest, Slay-Good), ein Riese, der Anführer einer Gruppe von Wegelagerern ist, die viele Pilger entführen und ermorden.
- Herr Kleinmütig (Feeble-Mind), er wird von Mutherz vor Tugendfeind gerettet, und schließt sich Christins Pilgergruppe an.
- Phoebe, Tochter des Gajus, dann verheiratet mit Jakob.
- Herr Hinkfuß (Ready-to-Halt), ein Pilger, der Christins Gruppe an der Tür des Gajus trifft. Er wird Begleiter von Kleinmütig, dem er auch eine seiner Krücken gibt.
- Herr Mnason, ein Bewohner der Stadt Eitelkeit (Vanity), der die Pilger für eine Weile aufnimmt. Er verheiratet seine Töchter Gnade und Martha mit Samuel und Joseph, den Söhnen Christins.
- Gnade (Grace), Mnasons Tochter, die Samuel heiratet.
- Martha, Mnasons Tochter, die Joseph heiratet.
- Herr Verzagt (Despondency), ein aus der Zweifelsburg (Doubting Castle) geretteter Gefangener.
- Furchterfüllt (Much-Afraid), seine Tochter. die ebenfalls gefangen war.
- Herr Wahrheitskämpfer (Valiant-for-Truth), ein Pilger, der mit blutüberströmtem Gesicht und gezogenem Schwert angetroffen wird. Er hatte sich gegen drei Wegelagerer wehren müssen, als er gerade die lieblichen Berge (Delectable Mountains) hinter sich gelassen hatte.
- Herr Standhaft (Standfast) – ein Pilger, den Madam Seifenblase verführen wollte, der aber durch sein Gebet aus dieser Versuchung herauskam.
- Madame Seifenblase (Madam Bubble), eine Hexe, deren Künste den verzauberten Grund schufen. Sie ist die im biblischen Buch der Sprüche erwähnte Ehebrecherin.

## Orte der Pilgerreise
- Stadt des Verderbens (City of Destruction), Heimatort von Christ, Allegorie für diese vergängliche Welt.
- Sumpf der Verzagtheit (Slough of Despond), erstes Hindernis auf dem Weg zur engen Pforte, aber nur eine von vielen Gefahren auf dem Weg zur himmlischen Stadt. Im ersten Teil fällt Christ hinein, und versinkt immer weiter wegen der Last seiner Sünden.
- Berg Sinai (Mount Sinai), ein beängstigender Berg nahe der Ortschaft Moral, der alle bedroht, die dorthin gehen.
- Pforte (oder enge Pforte nach Matth.7,14, Wicket Gate), die Stelle zum Eintritt auf den Pilgerweg, den geraden und schmalen Weg zur himmlischen Stadt (Kings Highway). Die Pilger müssen alle durch diese Pforte (Formalist und Heuchler tun dies aber nicht).
- Haus des Auslegers (House of the Interpreter), eine Art spirituelle Ausstellung, um die Pilger über das richtige Verhalten zu belehren, damit sie auch zum Ziel, der himmlischen Stadt, gelangen.
- Kreuz und Grab (Cross and Sepulchre), Sinnbilder für das Kreuz und das Grab Christi.
- Berg der Beschwernis (Hill Difficulty), sowohl der Hügel als auch der Weg dort hinauf heißen „Beschwernis“. Es gibt dort zwei trügerische Nebenwege: Gefahr (Danger), und Verderben (Destruction). Christ nimmt den beschwerlichen Pilgerweg, Formalist und Heuchler dagegen die leichter scheinenden Nebenwege, die sich aber als tödliche Sackgassen erweisen.
- Palast Schönheit (House Beautiful), ein Palast, der als Rastplatz für die Pilger auf dem Weg zur himmlischen Stadt dient. Er steht anscheinend auf dem Berg der Beschwernis. Vom Palast aus hat man einen schönen Ausblick auf die lieblichen Berge. Der Palast Schönheit symbolisiert die christliche Gemeinde, und Bunyan hat dessen Namen von einem Tor des Jerusalemer Tempels (Apostelgesch. 3,2 u. 10) übernommen.
- Tal der Demütigung (Valley of Humiliation), das Tal auf der anderen Seite des Berges der Beschwernis. Von dem Weg, der dort hinunter führt, sagt das Mädchen Weisheit aus dem Palast Schönheit, dass er extrem rutschig ist. Hier trifft Christ auf Apollyon. Mutherz erklärt im zweiten Teil, dass Christ den Kampf führte in einem schmalen Durchgang, gleich hinter der Vergessenheits-Au (Forgetful Green), und dort wäre die gefährlichste Stelle in der ganzen Gegend. Es ist eine sehr einsames und abgeschiedenes Tal, an dem aber trotzdem der Herr der Berge (Jesus Christus) auch seine Freude hat.
- Tal der Todesschatten (Valley of the Shadow of Death), ein heimtückisches Tal: auf der rechten Seite des hier sehr schmalen Weges ein tiefer Graben, auf der linken Seite ein gefährlicher Morast (vgl. Psalm 23,4).
- Herberge des Gajus (Gaius's Inn), ein Rasthaus im zweiten Teil.
- Eitelkeit und Markt der Eitelkeiten (Vanity and Vanity Fair), eine Stadt, durch die der Pilgerweg verläuft, und deren Markt eine jahrtausendealte Tradition hat.
- Ebene Muße (oder Gefilde Ruhe, Plain Ease), eine angenehme Gegend, durch die die Pilger ziehen.
- Berg Gewinn (oder Hügel Profit, Hill Lucre), Ort einer vermeintlichen Silbermine, wohin ein Abweg führt, und an dem Nebenwege und seine Gefährten verloren gehen.
- Standbild Lots Frau (Pillar of Salt), Säule, die Lots Frau war, welche in eine Salzsäule verwandelt wurde, als Sodom und Gomorrha zerstört worden sind. Den Pilgern ist es am Berg Gewinn die passende Warnung, weil sie dort von Demas dazu verleitet werden können, in die Silbermine gehen.
- Fluss Gottes oder Strom des lebendigen Wassers (River of God or River of the Water of Life) – der Lebensstrom, ein Ort des Trostes für die Pilger. Er fließt durch eine Wiese, die das ganze Jahr über grün bleibt, und voll von üppig tragenden Obstbäumen steht. Im zweiten Teil findet sich hier der Gute Hirte, dem Christin ihre Enkel anvertraut.
- Abwegswiese (By-Path Meadow), führt zur Zweifelsburg.
- Zweifelsburg (Doubting Castle), Wohnort des Riesen Verzweiflung und seiner Frau, nur der Schlüssel Verheißung (Promise) öffnet deren Türen und Tore.
- Die lieblichen Berge (The Delectable Mountains), bekannt auch als Immanuels Land. Ein üppiges Land, von dessen Höhen aus man viel Erfreuliches und auch Kuriositäten erblicken kann. Dies Land wird von Hirten mit ihren Schafen bewohnt, und vom Berg Klar (Mount Clear) aus lassen sie Christ durch ein Fernrohr die himmlische Stadt sehen.
- Der verzauberte Grund (The Enchanted Ground) ist eine Gegend, durch die der Pilgerweg führt, der aber einen solchen Dunst ausströmt, dass die Pilger schläfrig werden. Wenn man sich allerdings an diesem Ort schlafen legt, wacht man nie mehr auf. Die Hirten der lieblichen Berge warnen Pilger davor.
- Das Land der Vermählung (Country of Beulah), ein üppiger Garten am diesseitigen Ufer des Flusses (des Todes).
- Der Fluss (des Todes) (The River of Death), der furchtbare Fluss, der vom Berg Zion trennt. Er wird für den Pilger tiefer oder flacher, je nach dem Glauben desjenigen, der ihn durchqueren will.
- Die himmlische Stadt (The Celestial City), das ersehnte Ziel der Pilger, der Himmel, die Wohnung des "Herrn der Berge", also Gott. Die himmlische Stadt befindet sich auf dem Berg Zion.

## Wirkung
Bunyans Buch bildet einen Meilenstein der religiösen Erbauungsliteratur. Es hatte auf die Entwicklung der fiktionalen Literatur wie auf den modernen Bildungsroman maßgeblichen Einfluss.
Die Pilgerreise zur seligen Ewigkeit gilt heute als eines der berühmtesten Erbauungsbücher der Weltliteratur, nachdem Bunyan wegen seiner religiösen Überzeugung zu einer langen Haftstrafe verurteilt worden war.
Literarische Spuren hinterließ das Buch u. a. in Schlachthof 5 oder Der Kinderkreuzzug des US-Autors Kurt Vonnegut, besonders im Schicksal des Protagonisten Billy Pilgrim. Einige Wortschöpfungen Bunyans wurden sprichwörtlich, wie der Marktplatz der Eitelkeiten (Vanity Fair).
Ralph Vaughan Williams  Oper The Pilgrim’s Progress wurde 1951 uraufgeführt.

## Gründe für die Verbreitung
Bunyans Charaktere sind universell. Es sind Typen, die man zu allen Zeiten und an allen Orten findet. Z.B. identifizierten die Leser des Buches sofort Menschen ihrer Umgebung mit Figuren wie Schwätzer und Ignorant. Bunyan wollte aber nicht nur menschliche Charaktere schildern, sondern hatte die Absicht, mit der Geschichte die Gläubigen seiner Gemeinde zu ermutigen und die Gleichgültigen aufzurütteln, damit sie sich um ihr Glaubenswachstum bemühten.
Im Übrigen gibt es viele Werke der Weltliteratur, die das menschliche Leben in der Zeit als Reise von Ort zu Ort darstellen: Homers Odyssee, Alice im Wunderland von Lewis Carrol, Tolkiens Herr der Ringe usw. Reisen ist also eine beliebte Metapher für das menschliche Leben, und Bunyan schildert in seinem Buch sogar die gleiche Reise zweimal: Christ und Christin müssen auf demselben Weg in die himmlische Stadt gelangen. Bunyan vermeidet jedoch Wiederholungen und setzt sehr geschickt im zweiten Teil neue Akzente.
Obwohl von Bunyans Pilgerreise gesagt wird, es sei das nach der Bibel meistverbreitete englischsprachige Buch, hat im Zuge der Säkularisierung die Kenntnis der Pilgerreise immer weiter abgenommen. So wird der Titel dann als die Reise der Pilgerväter auf der Mayflower missverstanden, und der Autor mit dem sagenhaften Holzfäller Paul Bunyan verwechselt.
Bemerkenswerterweise verliert Christ im Verlauf seiner Reise immer wieder durch eigene Schuld den Pilgerweg und geht in die Irre, trotz aller Kämpfe, die er durchgestanden hat. Auf diese Weise diente das Buch als Trost für Christen, die in ihren eigenen inneren Kämpfen unterlegen waren. Dennoch enthält die Geschichte auch einen warnenden Unterton, was im Schicksal von Unwissend/Ignorant zum Ausdruck kommt. Bunyan wählte dessen Verdammnis sogar als Schluss von Teil eins seines Buches und nicht, wie zu erwarten wäre, die Ankunft von Christ in der himmlischen Stadt.
Stattdessen hat der zweite Teil ein durchweg verheißungsvolles und gutes Ende.

## Deutsche Ausgaben
Es liegt eine Vielzahl deutscher Übersetzungen vor, darunter:
- Eines Christen Reise Nach der Seeligen Ewigkeit. 2 Bände. Deutsch von Christoph Matthäus Seidel. Der Erstdruck dieser Übersetzung erschien wohl 1685 bei Georg Wolff in Hamburg, doch ist von dieser ersten Auflage kein Exemplar erhalten. Im 17. und 18. Jahrhundert vielfach nachgedruckt.
- Des Christen Wallfahrt nach der himmlischen Stadt. Deutsch von Friedrich Heinrich Ranke. Carl Heyder, Erlangen 1832.
- Die Pilgerreise aus dieser Welt in die Zukünftige. Deutsch von Friedrich Ahlfeld. Hermann Costenoble, Leipzig 1853.
- (Anon.): Pilgerreise zur ewigen Seligkeit. Wiemann, Barmen 1856.

Eine anonyme deutsche Übersetzung erschien zeitweise auch unter dem Titel Pilgerreise nach dem Berge Zion (so in der 24. Auflage 1919 im Oncken-Verlag) mit einer Biografie Bunyans. 1998 erschien eine Neuübersetzung von Christian Rendel unter dem kompakten Titel Pilgerreise im Johannis-Verlag (ISBN 3-501-01339-6), die 2010 in die 6. Auflage ging (ISBN 978-3-501-01360-1).

## Sekundärliteratur
- Wolfgang Iser: Bunyans “Pilgrim’s Progress” · Die kalvinistische Heilsgewißheit und die Form des Romans. In: Willi Erzgräber (Hrsg.): Interpretationen Band 7 · Englische Literatur von Thomas Morus bis Laurence Sterne. Fischer Verlag, Frankfurt a. M. et al. 1970, S. 165–193.